# Dinar

Los países en verde oscuro utilizan actualmente el dinar. Los países en verde claro utilizaban el dinar anteriormente. Los Estados de la antigua Yugoslavia aparecen en el recuadro inferior izquierdo.

El dinar es el nombre utilizado por la unidad monetaria de 10 Estados del mundo, la mayoría de ellos de lengua árabe o que antiguamente habían formado parte del Imperio otomano. La palabra «dinar» es la transliteración del árabe دينار (dīnār), tomado del siríaco dīnarā, a su vez del latín dēnārius.
El dinar tiene su origen en la antigua moneda araboislámica de oro que se empezó a acuñar a finales del siglo VII y que tenía un peso que, según las épocas, oscilaba entre los 3,85 y 4,25 gramos. En sus inicios imitaba los modelos bizantinos, pero pronto adquirió carácter propio y definido, hasta el punto que fue imitado fuera de los territorios califales.

## Historia

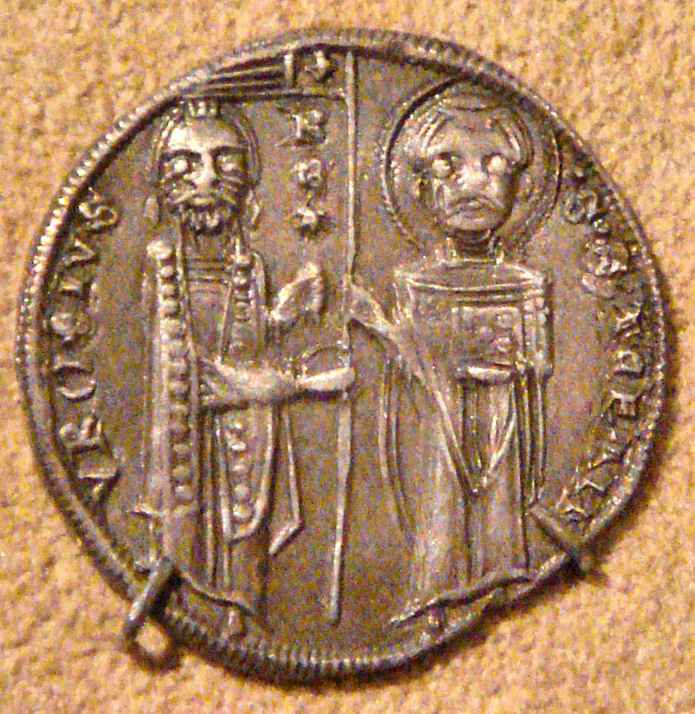
Dinar de plata del reinado del rey serbio Esteban Uroš I (1243-1255).

Los antecedentes históricos del dinar moderno son el dinar de oro y el dirham de plata, la principal moneda de los imperios islámicos medievales, emitida por primera vez entre 696-697 d. C. por el califa Abd al-Malik ibn Marwan. La palabra «dinar» deriva del latín dēnārius, una moneda de plata de la antigua Roma, acuñada por primera vez hacia el año 211 a. C..
El Imperio kushán introdujo una moneda de oro conocida como dīnāra en la India en el siglo I d. C.; el Imperio gupta y sus sucesores hasta el siglo VI adoptaron la moneda.
El rey inglés del siglo VIII Offa de Mercia acuñó copias de dinares abbasíes acuñados en 774 por el califa Al-Mansur con «Offa Rex» centrado en el reverso. Es probable que el acuñador no entendiera el árabe, ya que el texto árabe contiene muchos errores. Es posible que estas monedas se produjeran para el comercio con la España islámica. Estas monedas reciben el nombre de mancuso, que también procede de la lengua árabe.

## Estados cuya moneda se denomina dinar
- Argelia: el dinar argelino
- Baréin: el dinar bareiní
- Irán: el rial iraní se divide en 100 dinares
- Irak: el dinar iraquí
- Jordania: el dinar jordano
- Kuwait: el dinar kuwaití
- Libia: el dinar libio
- Macedonia del Norte: el Denar macedonio
- Serbia: el dinar serbio
- Túnez: el dinar tunecino

## Estados y territorios que han utilizado una moneda homónima en el pasado
- Abu Dabi: el dinar de Abu Dhabi
- Federación de Arabia del Sur: el dinar de Arabia del Sur
- Croacia: el dinar croata
- Yemen del Sur: el dinar yemení
- Yugoslavia: el dinar yugoslavo
- República de la Krajina Serbia: el dinar reformado de la Krajina
- República Serbia: el dinar de la República Serbia
- Sudán: el Dinar sudanés